# 谢骞
谢骞（1416年—1492年），字鵬舉，南京太平府當塗人，明朝政治人物、進士出身。

## 生平
正統三年（1438年）戊午科應天鄉試舉人，正統十三年（1448年）登戊辰科進士。官河南道監察御史，督察浙江鹽課，私販絕跡。景泰四年（1453年）任福建漳州府知府。

## 家族
父謝孚。